# Comuna Alajõe
Alajõe este o comună (vald) din Comitatul Ida-Viru, Estonia și cuprinde un număr de 7 sate.
Reședința comunei este satul Alajõe.

## Geografie
Teritoriul administrativ al comunei se întinde între Golful Finic la nord și Lacul Ciud la sud.

## Localități componente (Sate)
- Alajõe
- Karjamaa
- Katase
- Remniku
- Smolnitsa
- Uusküla
- Vasknarva

## Turism
Comuna este cunoscută pentru plajele de pe malul nordic al lacului Ciud.